# دورمانسلند، ساری
دورمانسلند (به انگلیسی: Dormansland) یک روستا و محله مدنی در بریتانیا است که در Tandridge واقع شده‌است. دورمانسلند ۲۷٫۱۶ کیلومتر مربع مساحت و ۱٬۹۳۱ نفر جمعیت دارد.